# Вршник (Кунгота)
Вршник (словен. Vršnik) је насељено место у општини Кунгота, Подравска регија, Словенија.

## Историја
До територијалне реорганизације у Словенији био је у саставу старе општине Песница.

## Становништво
У попису становништва из 2011. године, Вршник је имао 118 становника.
| Број становника према пописима | Број становника према пописима | Број становника према пописима |
| ------------------------------ | ------------------------------ | ------------------------------ |
| 1991                           | 2002                           | 2011                           |
| 100                            | 130                            | 118                            |